# Württembergische Leinenindustrie
Die Württembergische Leinenindustrie AG (WLI) mit Sitz in Blaubeuren ist ein ehemaliges Textilunternehmen. Seit 1975 beschränkte sich die Geschäftstätigkeit auf die steuergünstige Vermögensverwaltung von Immobilien und Finanzanlagen der Familie Merckle.

## Geschichte
Die Leinenherstellung im Raum Blaubeuren ist seit 1560 belegt. Das Unternehmen geht auf mehrere Vorläuferunternehmen zurück. Die 1726 gegründete Blaubeurer Bleichsozietät erhielt schon 1729 von Herzog Eberhard Ludwig ein uneingeschränktes Leinwandhandlungs-Privileg. Die Gebrüder Johannes und Andreas Lang und weitere Teilhaber betrieben die Blaubeurer Bleiche als Leinwandverlag der Bleichsozietät. 1748 wurde Andreas Lang alleiniger Inhaber, 1760 sein Sohn Johannes Lang. Dessen Sohn Andreas Friedrich Lang benannte das Unternehmen in A. F. Lang um. 1864 errichteten Carl und Eduard Lang in Blaubeuren die Mechanische Leinenweberei für die Herstellung von Betttüchern, Tischwäsche und Handtüchern. Aus der Fusion der drei Unternehmen Blaubeurer Bleiche, Mechanische Leinenweberei Blaubeuren und Württembergische Leinenweberei Hoffmann & Co in Laichingen (letztere gegründet zu Beginn der 1850er Jahre) entstand 1882 die Württembergische Leinenindustrie AG.
1975 wurde die Produktion beendet. Einnahmen werden seither aus der Vermietung bzw. Verpachtung von Gewerbeimmobilien, Mietwohngrundstücken, einem Fischgewässer und landwirtschaftlichen Flächen sowie durch den Verkauf von Strom eines Kleinwasserkraftwerks der ehemaligen Leinenfabrik erzielt.
Mit Wirkung zum 17. Oktober 2012 fand die Verschmelzung auf die VEM Vermögensverwaltung Aktiengesellschaft statt. Im selben Atemzug wurden die Minderheitsaktionäre gegen Barabfindung ausgeschlossen. Damit existiert die Firma nicht mehr und wurde aus dem Handelsregister gelöscht.

## Archivalienbestände
- Gert Kollmer-von Oheimb-Loup (Hrsg.): Die Bestände des Wirtschaftsarchivs Baden-Württemberg. Thorbecke, Ostfildern 2005, ISBN 3-7995-5557-9 (Repertorium, Stuttgarter Historische Studien zur Landes- und Wirtschaftsgeschichte, Band 7).
- Gert Kollmer (Bearb.): Bestand B 47: Württembergische Leinenindustrie Blaubeuren 1726-1988. Stuttgart-Hohenheim, 1989 (Repertorium; siehe auch Bibliographie zur Wirtschafts- und Sozialgeschichte des deutschen Südwestens 1750–1919. )
- Bestand B 47. Stiftung Wirtschaftsarchiv Baden-Württemberg.
- Bü 114, Bü 115, Bü 119, Bü 120. Staatsarchiv Ludwigsburg, Bestand F 156
- Bestand EA 6/003 Nr. 5048, Titel: Württ. Leinen-Industrie, Blaubeuren. Hauptstaatsarchiv Stuttgart.